# サンチャゴ・ガルシア
サンチャゴ・ガルシア（Santiago Garcia, 1988年7月8日 - ）は、アルゼンチン・サンタフェ州ロサリオ出身のサッカー選手。リーガMX・デポルティーボ・トルーカFC所属。ポジションはディフェンダー。双子の兄弟のマヌエル・ガルシアもサッカー選手。

## 経歴

### クラブ
フィジカルに優れたレフトバック。地元のCAロサリオ・セントラルで2008年にデビュー、2010年前期にはレギュラーを獲得し、ヨーロッパの多くのチームから関心を持たれた末にセリエA・USチッタ・ディ・パレルモに移籍。パレルモでは、イタリア代表DFのフェデリコ・バルザレッティの控えに甘んじている。2011年7月、セリエAに新規昇格したノヴァーラ・カルチョに期限付き移籍。保有権の半分を買い取ることができるオプションが付いている。ノヴァーラでは当初ルイジ・ジョルジの控えだったが、ジョルジがACシエーナに移籍した1月以降レギュラーを獲得した。シーズン終了後パレルモに復帰。パレルモではバルザレッティがASローマに移籍した影響もあり、シーズン通じてレギュラーとして活躍したが、監督が4回も変わるなど迷走し、チームもセリエBに降格となった。
2013-14シーズンは保有権はチリのCSDランヘルスに移り、移籍市場期限間際の2013年8月31日にブンデスリーガ・ヴェルダー・ブレーメンに移籍。
2017年6月、メキシコのデポルティーボ・トルーカFCに移籍。